# Paul Laverty
Pour les articles homonymes, voir Laverty.
Paul Laverty, né en 1957 à Calcutta (Inde), est un scénariste britannique.
Il est notamment un collaborateur régulier de Ken Loach et d'Icíar Bollaín, qui est aussi sa compagne.

## Biographie
Il est né d'un père écossais et d'une mère irlandaise.
Il suit des études de philosophie (diplôme de l’Université pontificale grégorienne) et de droit  (diplôme de l'Université de Glasgow). Il exerce quelque temps comme avocat. Dans les années 1980, il voyage en Amérique latine : du Nicaragua au Salvador et au Guatemala en passant par le Mexique. Il anime une association de défense des Droits de l'Homme au Nicaragua. Il y dénonce l'intervention des États-Unis. Il est membre du comité de parrainage du Tribunal Russell sur la Palestine dont le début des travaux a été présenté le 4 mars 2009.
C'est le scénariste principal de Ken Loach.

### Vie personnelle
Il est en couple avec la cinéaste espagnole Icíar Bollaín, qu'il a rencontrée sur le tournage du film Land and Freedom et avec laquelle il a trois enfants.

## Filmographie
- 1995 : Carla's Song de Ken Loach
- 1998 : My Name Is Joe de Ken Loach
- 2000 : Bread and Roses de Ken Loach
- 2002 : Sweet Sixteen de Ken Loach
- 2002 : 11’09’’01 - September 11 de Ken Loach
- 2004 : Just a Kiss de Ken Loach
- 2005 : Tickets d'Ermanno Olmi Ken Loach et Abbas Kiarostami
- 2006 : Cargo de Clive Gordon
- 2006 : Le vent se lève de Ken Loach
- 2008 : It's a Free World! de Ken Loach
- 2009 : Looking for Eric de Ken Loach
- 2010 : Route Irish de Ken Loach
- 2010 : Même la pluie d'Icíar Bollaín
- 2012 : La Part des anges de Ken Loach
- 2014 : Jimmy's Hall de Ken Loach
- 2016 : L'Olivier d'Icíar Bollaín
- 2016 : Moi, Daniel Blake de Ken Loach
- 2018 : Yuli d'Icíar Bollaín
- 2019 : Sorry We Missed You de Ken Loach
- 2023 : The Old Oak de Ken Loach

## Distinctions

### Récompenses
- Festival de Cannes 2002 : Prix du scénario pour Sweet Sixteen
- Mostra de Venise 2007 : Prix du meilleur scénario pour It's a Free World!